# Charlot la băi
Charlot la băi' (titlul original: The Cure) este un film de comedie american de scurtmetraj din 1917 regizat de Charlie Chaplin.

## Prezentare
Charlot este un bețiv care merge la băi pentru a se vindeca de acest nărav. Ușile rotative pot uneori să creeze dificultăți: Charlot riscă decapitarea rămânând blocat cu capul în ușă, iar o altă persoană mai solidă, cu un picior bandajat, riscă să rămână fără picior în timp ce Charlot încearcă să iasă dintre uși.

## Distribuție
- Charlie Chaplin - Alcolicul
- Edna Purviance - Fata (The Girl)
- Eric Campbell - Bărbatul cu artrită
- Henry Berhman - masorul
- John Rand - îngrijitor la sanatoriu
- James T. Kelley - îngrijitor la sanatoriu
- Albert Austin - îngrijitor la sanatoriu
- Frank J, Coleman - șeful sanatoriului